# Tratado de Neerlandia
El Tratado de Neerlandia fue un tratado firmado en la Hacienda Neerlandia ubicada en la Zona Bananera del Magdalena, entre Ciénaga y Aracataca, de propiedad del holandés Ernesto Cortissoz. Junto al Tratado del Wisconsin y al Tratado de Chinácota, constituyeron el fin de  la Guerra de los Mil días entre los rebeldes liberales y el gobierno conservador.

## Tratado
Tras la derrota liberal en el Combate de Ciénaga, el 14 de octubre el General Rafael Uribe Uribe comandante de las tropas liberales en Magdalena y Bolívar, reconoció que prolongar la lucha iba a conducir inevitablemente a su degeneración y entró en la búsqueda de condiciones de paz “decorosas y prácticas”.
Se acordaron 10 días para la elaboración del armisticio a cargo de Urbano Castellanos Castillo, por el Gobierno conservador, y Carlos Adolfo Urueta, por los liberales. Fue aprobado en los días siguientes por Florentino Manjarrés, comandante general y jefe de operaciones del Gobierno del Magdalena, y por el General Rafael Uribe Uribe.

## Consecuencias
Fue el primero de los tratados que finalizaron la Guerra de los Mil Días. La batalla se extendió por un mes más en la zona de Panamá, en donde los liberales seguían combatiendo bajo el mando de Benjamín Herrera.

## En la cultura popular
Es nombrado en las novelas Cien años de Soledad , El Coronel no tiene quien le escriba y Vivir para contarla de Gabriel García Márquez.